# Timočka krajina
Timočka krajina (vlaški: Timoc ili Ćimok) geografsko je područje u istočnoj Srbiji oko doline rijeke Timok. Po popisu iz 2002. Timočka krajina ima 284.112 stanovnika. Politički, područje je podijeljeno na Zaječarski i Borski okrug.

## Povijest
Timočku krajinu u antičko doba naseljavaju tračka plemena koja nose ime Mežani, a dio Tračana oko Timoka po rijeci dobivaju ime Timahi. Do 50. godine ovo područje potpada pod vlast Rimljana i traje do 395. kada je Rimsko Carstvo podijeljeno. Tada ovim područjem vlada Istočno Rimsko Carstvo, kasnije nazvano Bizant. Danas kod Zaječara vrši se iskopavanje i djelomična rekonstrukcija pozno-antičkog lokaliteta Felix Romuliana, poznatiji pod imenom Gamzigrad. 
U Srednjem vijeku ovo područje kontroliraju Bizant, Bugarska, Ugarska i Osmansko Carstvo. Srbija Stefana Nemanje u jednom kratkom razdoblju kontrolira ovo područje. Poslije Maričke bitke 1371. i Kosovske bitke 1389. Turci su se učvrstili u regiji i ostali tu do 1833. kada se područje priključuje autonomnoj Srbiji. Slavensko stanovništvo koje se nastanilo u ranom srednjem vijeku gotovo je iščeznulo do 15. stoljeća. Tada tri srpske i jedna rumunjska/vlaška struja naseljava ovo područje. 
Između 1918. i 1922. godine, postoje dvije oblasti u Kraljevini SHS – kotari Krajina i Timok, a od 1922. godine jedna oblast sa sjedištem u Zaječaru. Godine 1929. oblast ulazi u sastav Moravske banovine sa sjedištem u Nišu.

## Geografija
U Timočkoj krajini postoji 8 općina:
- Zaječar
- Bor
- Negotin
- Knjaževac
- Sokobanja
- Kladovo
- Boljevac
- Majdanpek

## Etnički sastav stanovništva
- Srbi = 243.148 (85.58 %)
- Vlasi = 23.604 (8,31 %)
- Romi = 2723 (0,96 %)

## Jezici
Od narječja u srpskom jeziku, u sjevernom dijelu govori se kosovsko-resavsko narječje, a na jugu prizrensko-timočko narječje, poznat i pod nazivom toplačko narječje. 